# نعراوية
النعراوية (الاسم العلمي: Tabanini) هي قبيلة من الحشرات تتبع فصيلة النعرية من رتبة الذوات الجناحين.